# Караимское национальное кладбище в Севастополе
Караимское национальное кладбище — памятник истории, кладбище, на котором похоронены представители караимской национальности. Кладбище находится на территории города Севастополя, на улице Пожарова. Основано в 1856 году, закрыто в 1965 вместе с еврейским национальным кладбищем.

## Расположение
Караимское национальное кладбище находится рядом с еврейским национальным кладбищем, из-за чего в различных источниках можно найти ошибочные указания его расположения. Караимское кладбище находится ниже, ближе к улице Пожарова. Общая площадь — 1,3 га.

## История
Караимское кладбище возникло по настоянию караимской общины Севастополя в середине XIX века, после Крымской войны в 1856 году. Во время исследований кладбища выявлено, что первая из прочитанных датировок захоронение относится к 1863 году. В начале XX века на деньги караимского мецената Иосифа Бурназа был построен дом для охраны кладбища и проведения обрядов караимами. Эти помещения снесены в 1999 году при строительстве ТЭС. Впервые кладбище добавлено в генеральный план Севастополя в 1887 году. Землетрясение 12 сентября 1927 года, а потом и сильный ливень в сентябре 1928 года нанесли значительные повреждения, некоторые надгробья так и не были восстановлены. Кладбище было закрыто 1 марта 1965 года. 11 ноября 2010 года вандалы осквернили караимское кладбище Севастополя. По состоянию на 2015 год караимское национальное кладбище находится в запущенном состоянии.

## Захоронения
На караимском кладбище обнаружено 715 надгробий, которые в свою очередь разделены на 15 типов. Надгробные надписи сделаны на древнееврейском и иногда на двух языках — на русском и древнееврейском. На кладбище найдены и кенотафы (караимск. йолджы таш), в том числе партизанам М. Я. Джигиту, И. М. Юткевичу и последнему севастопольскому газзану Т. С. Леви-Бабовичу.